# Sympotthastia knorensis
Sympotthastia knorensis är en tvåvingeart som beskrevs av Makarchenko 1984. Sympotthastia knorensis ingår i släktet Sympotthastia och familjen fjädermyggor. Inga underarter finns listade i Catalogue of Life.